# Liasis
Liasis is een geslacht van slangen uit de familie pythons (Pythonidae).

## Naam en indeling
De wetenschappelijke naam van de groep werd voor het eerst voorgesteld door John Edward Gray in 1842. Er zijn tegenwoordig vier soorten, de soort Liasis papuanus werd lange tijd tot het monotypische geslacht Apodora gerekend.
Er is ook een uitgestorven soort uit het Plioceen bekend; Liasis dubudingala.

### Soorten
Het geslacht omvat de volgende soorten, met de auteur en het verspreidingsgebied.
| Naam                               | Auteur                 | Verspreidingsgebied                                                                 |
| ---------------------------------- | ---------------------- | ----------------------------------------------------------------------------------- |
| Bruine waterpython (Liasis fuscus) | Peters, 1873           | Australië (Noordelijk Territorium, Queensland, West-Australië), Papoea-Nieuw-Guinea |
| Liasis mackloti                    | Duméril & Bibron, 1844 | Noordelijk Australië, Indonesië, Oost-Timor, Papoea-Nieuw-Guinea                    |
| Olijfpython (Liasis olivaceus)     | Gray, 1842             | Australië (Noordelijk Territorium, Queensland, West-Australië)                      |
| Liasis papuanus                    | Peters & Doria, 1878   | Indonesië, Nieuw-Guinea                                                             |

## Uiterlijke kenmerken

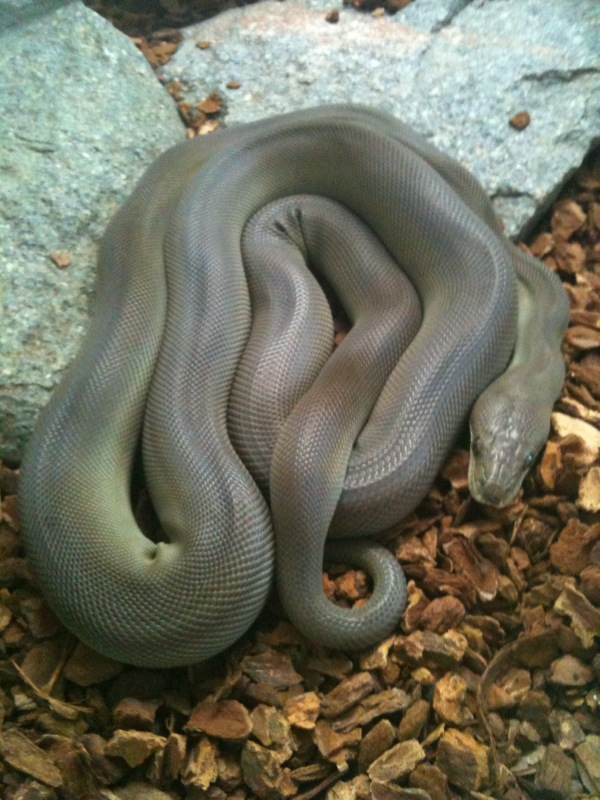
Jonge olijfpython (Liasis olivaceus), in gevangenschap.

De maximale lichaamslengte bedraagt ongeveer 2,5 meter. De lichaamskleur is meestal bruin, de onderzijde is lichter. Op de kop zijn warmtegevoelige zintuigen aanwezig zoals bij veel andere pythons voorkomt.

## Levenswijze
De pythons zijn bodembewonend hoewel ze soms in bomen kunnen worden aangetroffen. Van de bruine waterpython (Liasis fuscus) is bekend dat regelmatig het water wordt betreden.
Op het menu staan voornamelijk zoogdieren, soms worden grotere prooien gegrepen zoals kleine kangoeroes. Juvenielen eten ook wel hagedissen en soms jonge krokodillen.

## Verspreiding en habitat
Alle soorten komen voor in delen van Australië en Indonesië, Nieuw-Guinea, Oost-Timor en Papoea-Nieuw-Guinea. De habitat bestaat voornamelijk uit vochtige tropische en subtropische laaglandbossen.

## Beschermingsstatus
Door de internationale natuurbeschermingsorganisatie IUCN is aan twee soorten een beschermingsstatus toegewezen. Beide soorten worden beschouwd als 'veilig' (Least Concern of LC).